# Grude (Herd)
Grude bezeichnete in Sachsen, Thüringen und Brandenburg eine Vertiefung auf dem Kochherd, welche mit heißer Asche gefüllt wurde, um in dieser angekochte Speisen langsam gar werden zu lassen und warm zu halten. 

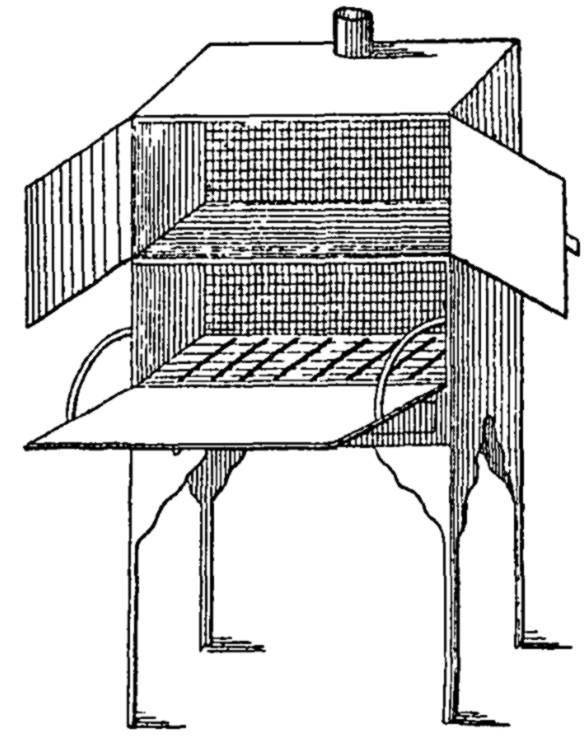
Zeichnung eines geöffneten Grude-Ofens der Berliner Firma G. Hoffmann anno 1888

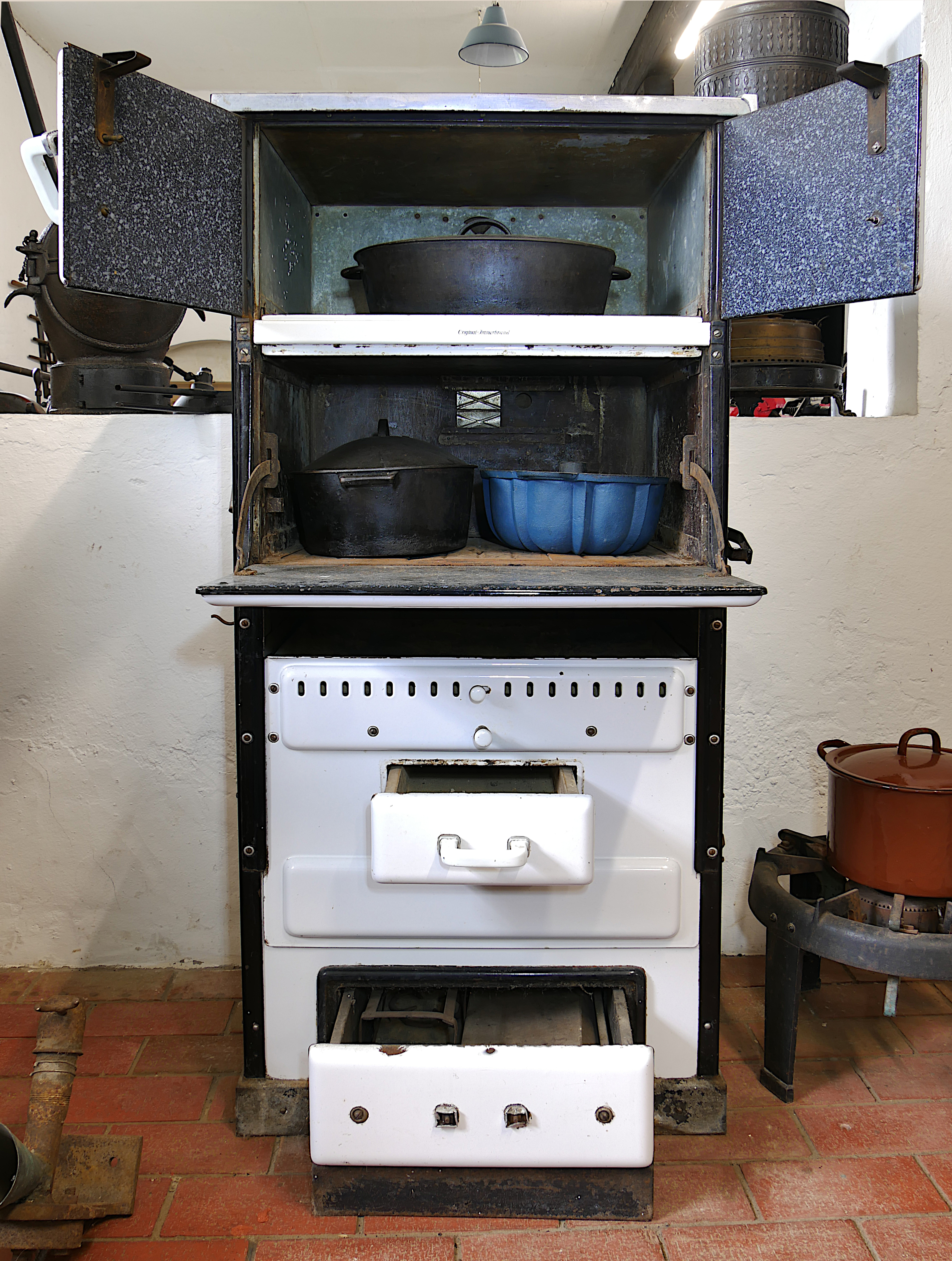
Grudeherd im Freilichtmuseum Roscheider Hof

## Namensentstehung und kurze Geschichte
Nach dieser Einrichtung hießen auch kleine eiserne Kochmaschinen, in denen durch Koksklein ein mäßiges, anhaltendes Feuer erzeugt wird, Grude. Diese Grudeherde (auch Spar- oder Pfennigherde) waren speziell für Grudekoks gebaut, welches leicht entzündlich ist, allerdings nicht mit Flamme, sondern nur glimmend brennt und daher eine milde, gleichmäßige Hitze abgibt, wodurch eine gute Ausnutzung der Wärme erreicht wird. Da Grudekoks sehr lange unter der Asche glimmt, musste der Ofen nicht ständig beaufsichtigt werden, die Glut hielt auch über Nacht und es war nicht nötig, den Ofen morgens neu zu bestücken und anzuzünden. Grudeherde konnten aber ausschließlich mit Grudekoks befeuert werden, für andere Brennstoffe waren sie nicht geeignet. Daher fanden sie keine so weite Verbreitung wie Herde für andere Brennstoffe. 
Die Firma Tänzers-Original-Grude-Ofen-Fabrik GmbH stellte in Hannover–Linden ab 1908 Gruden (Tänzer-Grude-Öfen) her; Friedrich Kochheim entwickelte den Grudeherd als Leiter dieses Unternehmens weiter.